# Коротояк (Острогозький район)
Корото́як (рос. Корото́як) — село в Росії, Острогозького районі Воронізької області. Адміністративний центр Коротояцького сільського поселення.
Населення становить 1904 особи за даними перепису 2010 року (2172 на 1.10.2005).
Розташоване на правому березі Дону.

## Історія
В 1677 році гарнізон Коротояка складався з 502 «синів боярських», 301 козака, 176 стрільців, 16 пушкарів, 41 станичника, 21 черкашенина. В місті було також посадське населення (торговці і ремісники) в кількості 33 дворів.
За даними 1859 року у повітовому місті Коротояцького повіту Воронізької губернії мешкало 8118 осіб (3760 чоловічої статі та 4258 — жіночої), налічувалось 1107 дворових господарства, існували 5 православних церков, поштова станція, 4 маслобійних і 2 цегельних заводи, відбувались 2 ярмарки на рік.
За переписом 1897 року кількість мешканців зросла до 9355 осіб (4572 чоловічої статі та 4783 — жіночої), з яких 9309 — православної віри.

## Населення
| 1959 | 2000  | 2005  | 2008  | 2010  |
| ---- | ----- | ----- | ----- | ----- |
| 1221 | ↗2294 | ↘2172 | ↘2029 | ↘1904 |